# Macau (tiểu vùng)
Macau là một tiểu vùng thuộc bang Rio Grande do Norte, Brasil. Tiều vùng này có diện tích 1868 km², dân số năm 2007 là 44831 người.